# 花嶋洋之
花嶋 洋之（はなしま ひろゆき、1964年10月2日 - ）は、千葉県出身の元競輪選手である。日本競輪学校第56期卒業。現役時は日本競輪選手会千葉支部所属。師匠は田中進（36期）で、田中の実娘の田中まい（104期）は弟子である。

## 戦績
八千代松陰高等学校を卒業後、警察官を経て日本競輪学校に入校したという競輪選手としては特異な経歴を持つ。在校成績30位（10勝）で卒業後、1985年9月14日、豊橋競輪場でデビューし9着。初勝利は同年9月30日の函館競輪場。
やがてS級の上位戦線で活躍するようになり、競輪祭（小倉競輪場）では3回（89年・5着、90年・4着、92年・7着）決勝に進出。1990年の高松宮杯競輪（大津びわこ競輪場）では3着、1992年のふるさとダービー（弥彦競輪場）では2着に入った。1991年のオールスター競輪（高松競輪場）では7着の成績を残す。
その後も活躍を続けていたが、2013年12月29日の名古屋競輪場第5R・A級チャレンジ準決勝戦で競走中に落車してしまい、そのまま復帰できず2014年12月18日に選手登録を消除し引退する。通算成績は2262戦299勝だった。